# Саїдо Бераїно
Саїдо Бераїно (англ. Saido Berahino, нар. 4 серпня 1993, Бужумбура) — англійський і бурундійський футболіст, нападник кіпрського клубу АЕЛ (Лімасол) і національної збірної Бурунді.

## Клубна кар'єра
Вихованець футбольної школи клубу «Вест-Бромвіч Альбіон».
У дорослому футболі дебютував 2011 року виступами за команду клубу «Нортгемптон Таун», де на правах оренди провів сезон 2011—2012, взявши участь у 14 матчах чемпіонату.
2012 року на умовах контракту грав у складі команд клубів «Брентфорд» та «Пітерборо Юнайтед».
Своєю грою за останню команду 2013 року переконав представників тренерського штабу клубу «Вест-Бромвіч Альбіон» повернути його до складу «дроздів». Відіграв за клуб з Вест-Бромвіча наступні чотири сезони своєї ігрової кар'єри. Більшість часу, проведеного у складі «Вест-Бромвіч Альбіона», був основним гравцем атакувальної ланки команди.
На початку 2017 року перейшов до «Сток Сіті», в якому регулряног отримував ігровий час у тому числі на рівні Прем'єр-ліги. У лютому 2019 року був затриманий в Лондоні за кермом автомобіля у стані алкогольного сп'яніння. Оскільки це був вже не перший випадок подібного порушення правил дорожнього руху, гравця було оштрафовано на 75 тисяч фунтів і позбавлено права керування автомобілем на 30 місяців. Клуб засудив вчинок футболіста і відсторонив його від ігор на час розслідування, а пізніше повідомив про передчасне розірвання контракту з Бераїно.
Влітку 2019 року на правах вільного гравця уклав дворічний контракт з бельгійським «Зюлте-Варегем», а восени наступного року на умовах оренди з правом викупу став гравцем «Шарлеруа».

## Виступи за збірні
2009 року дебютував у складі юнацької збірної Англії, взяв участь у 29 іграх на юнацькому рівні, відзначившись 14 забитими голами.
Протягом 2012—2013 років залучався до складу молодіжної збірної Англії. На молодіжному рівні зіграв у 15 офіційних матчах, забив 10 голів.
У листопаді 2014 року викликався до лав основної збірної Англії, у складі якої перебував на лаві запасних у двох іграх, так за команду в офіційних іграх і не дебютувавши.
2018 року погодився на рівні національних команд захищати кольори своєї батьківщини і дебютував в офіційних матчах за національну збірну Бурунді. У складі збірної був учасником першого в її історії великого міжнародного турніру — Кубка африканських націй 2019 року в Єгипті, де виходив на поле в усіх трьох іграх групового етапу, які, щоправда, його команда програла.
| Дата       | Місто       | Господарі       | Результат | Гості   | Турнір                                   | Голи | Примітки   |
| ---------- | ----------- | --------------- | --------- | ------- | ---------------------------------------- | ---- | ---------- |
| 8-9-2018   | Лібревіль   | Габон           | 1 – 1     | Бурунді | Відбір до Кубка африканських націй 2019  | 1    |            |
| 12-10-2018 | Бамако      | Малі            | 0 – 0     | Бурунді | Відбір до Кубка африканських націй 2019  | -    |            |
| 16-10-2018 | Бужумбура   | Бурунді         | 1 – 1     | Малі    | Відбір до Кубка африканських націй 2019  | -    |            |
| 16-11-2018 | Джуба       | Південний Судан | 2 – 5     | Бурунді | Відбір до Кубка африканських націй 2019  | -    |            |
| 22-3-2019  | Бужумбура   | Бурунді         | 1 – 1     | Габон   | Відбір до Кубка африканських націй 2019  | -    |            |
| 11-6-2019  | Доха        | Алжир           | 1 – 1     | Бурунді | товариський матч                         | -    | кап. 75'   |
| 17-6-2019  | Радес       | Туніс           | 2 – 1     | Бурунді | товариський матч                         | -    | кап.       |
| 22-6-2019  | Александрія | Нігерія         | 1 – 0     | Бурунді | Кубок африканських націй 2019 - 1-й етап | -    | кап. 90+2' |
| 27-6-2019  | Александрія | Мадагаскар      | 1 – 0     | Бурунді | Кубок африканських націй 2019 - 1-й етап | -    | кап. 61'   |
| 30-6-2019  | Каїр        | Бурунді         | 0 – 2     | Гвінея  | Кубок африканських націй 2019 - 1-й етап | -    | 61'        |
| Усього     |             | Матчів          | 10        |         | Голів                                    | 1    |            |

## Титули і досягнення
- Чемпіон Європи (U-17): 2010